# Portland (Indiana)
Portland é uma cidade localizada no estado americano de Indiana, no Condado de Jay.

## Demografia
Segundo o censo americano de 2000, a sua população era de 6437 habitantes.
Em 2006, foi estimada uma população de 6180, um decréscimo de 257 (-4.0%).

## Geografia
De acordo com o United States Census Bureau tem uma área de
10,6 km², dos quais 10,6 km² cobertos por terra e 0,0 km² cobertos por água. Portland localiza-se a aproximadamente 283 m acima do nível do mar.

## Localidades na vizinhança
O diagrama seguinte representa as localidades num raio de 20 km ao redor de Portland.